# Étampes
Étampes é uma comuna francesa na região administrativa da Île-de-France, no departamento Essonne. Está localizada a 48.1 km, em direção sul-sudoeste, do centro de Paris. Estende-se por uma área de 40.92 km², com 24,013 habitantes, segundo os censos de 2011, com uma densidade de 587 hab/km².

## Cultura e patrimônio

### Edifícios religiosos
- Église Notre Dame du Fort

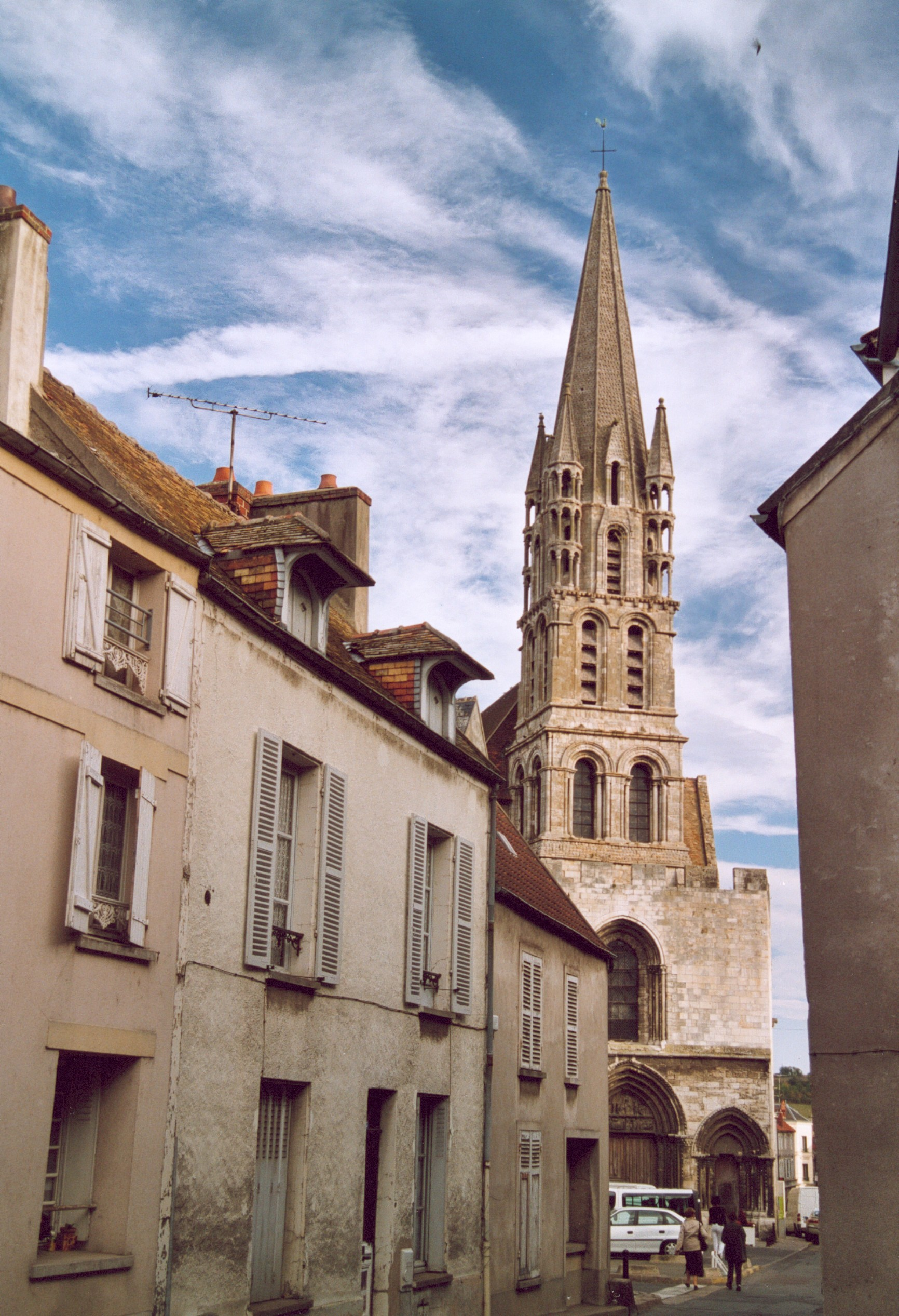
Église Notre-Dame-du-Fort
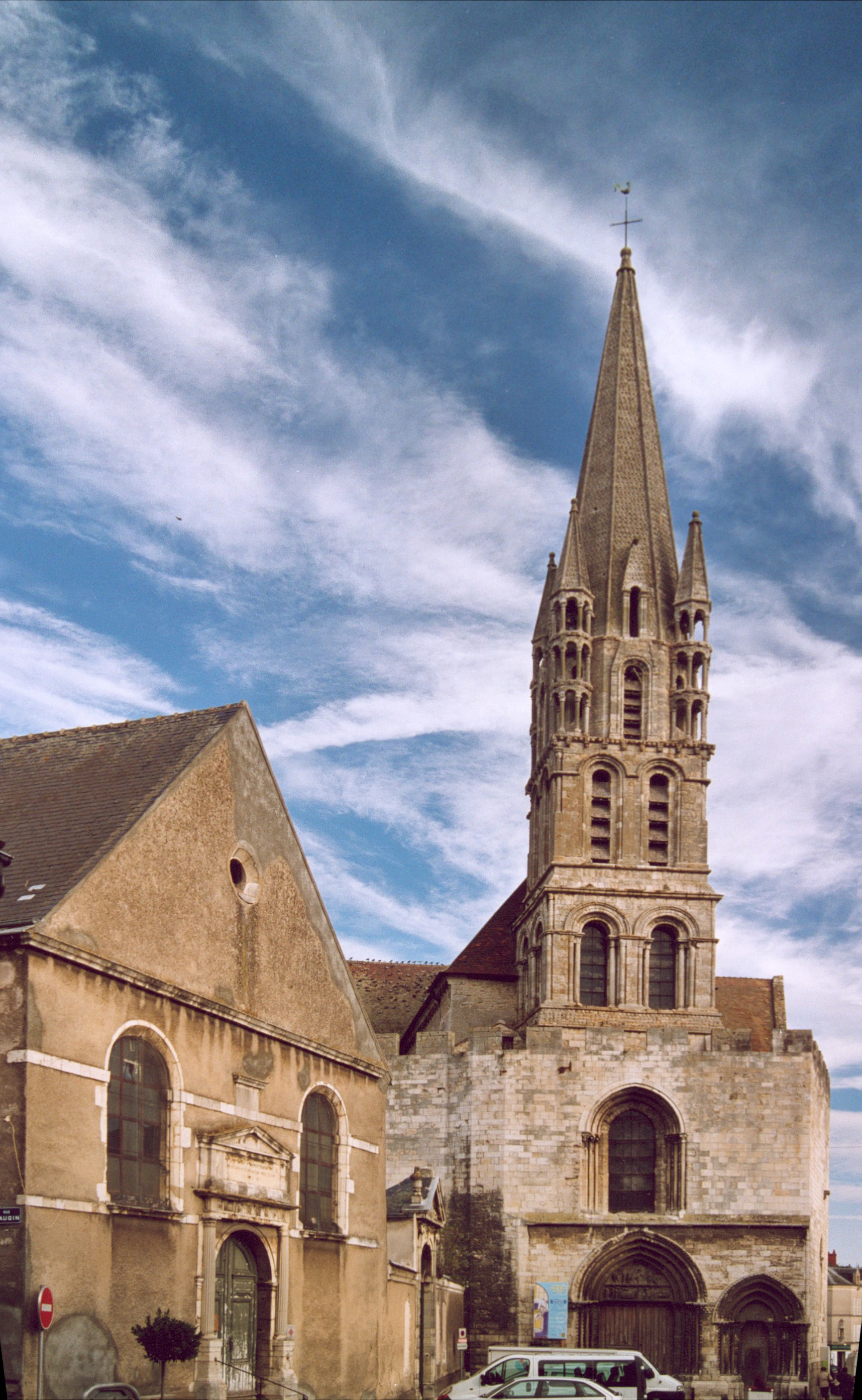
Église Notre-Dame-du-Fort
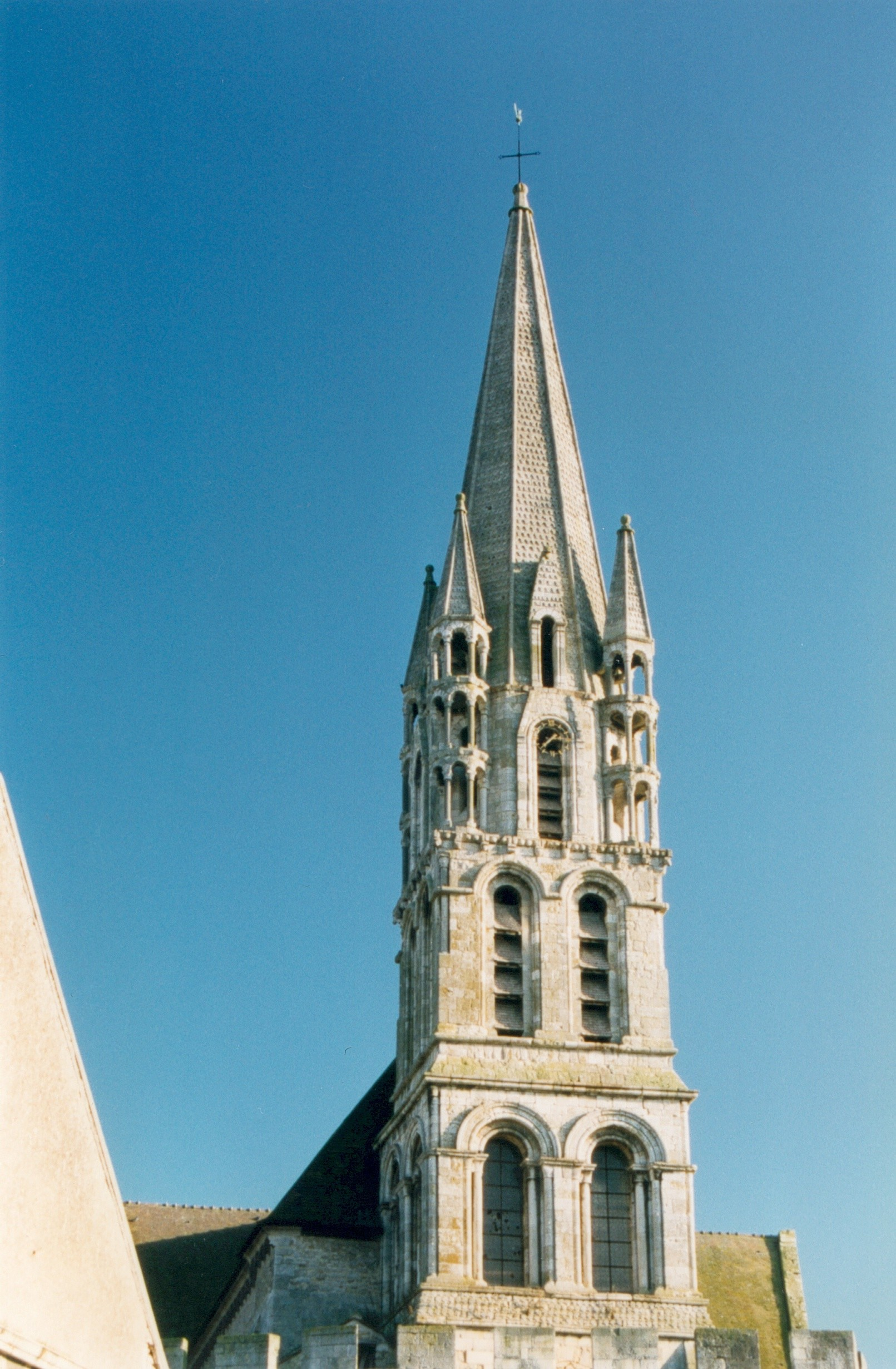
Église Notre-Dame-du-Fort
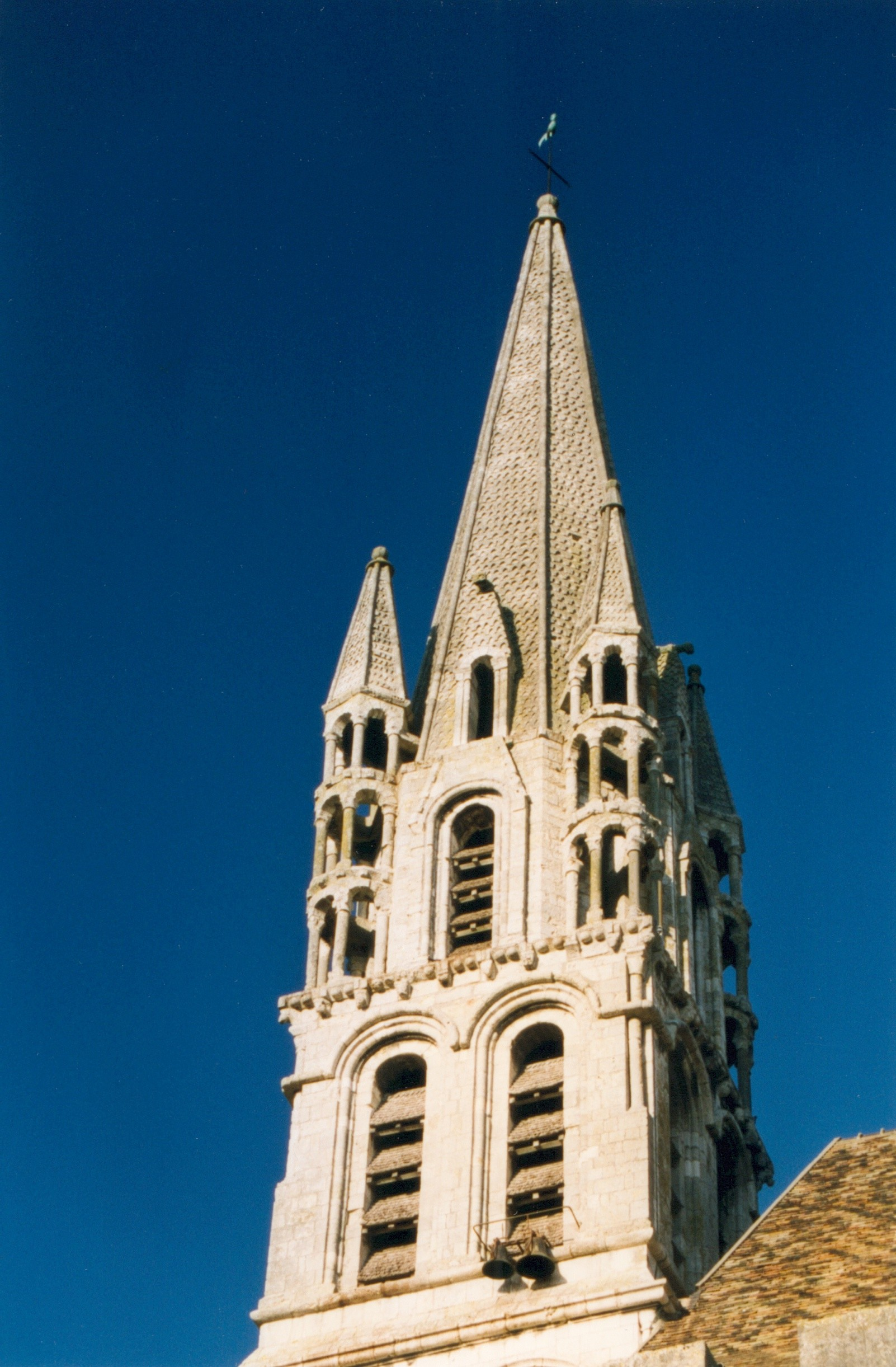
Église Notre-Dame-du-Fort

- Église Saint-Basile

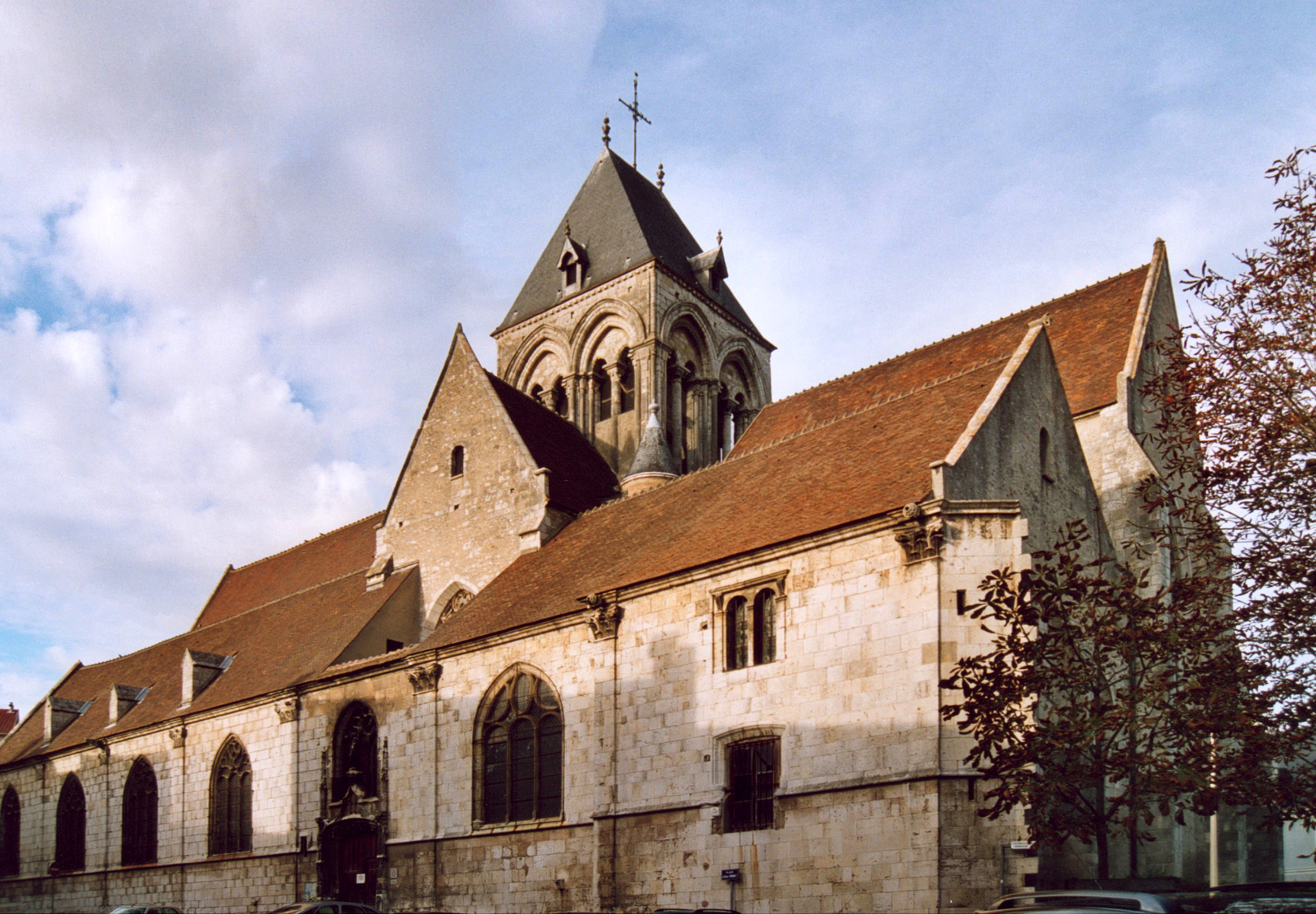
Église Saint-Basile
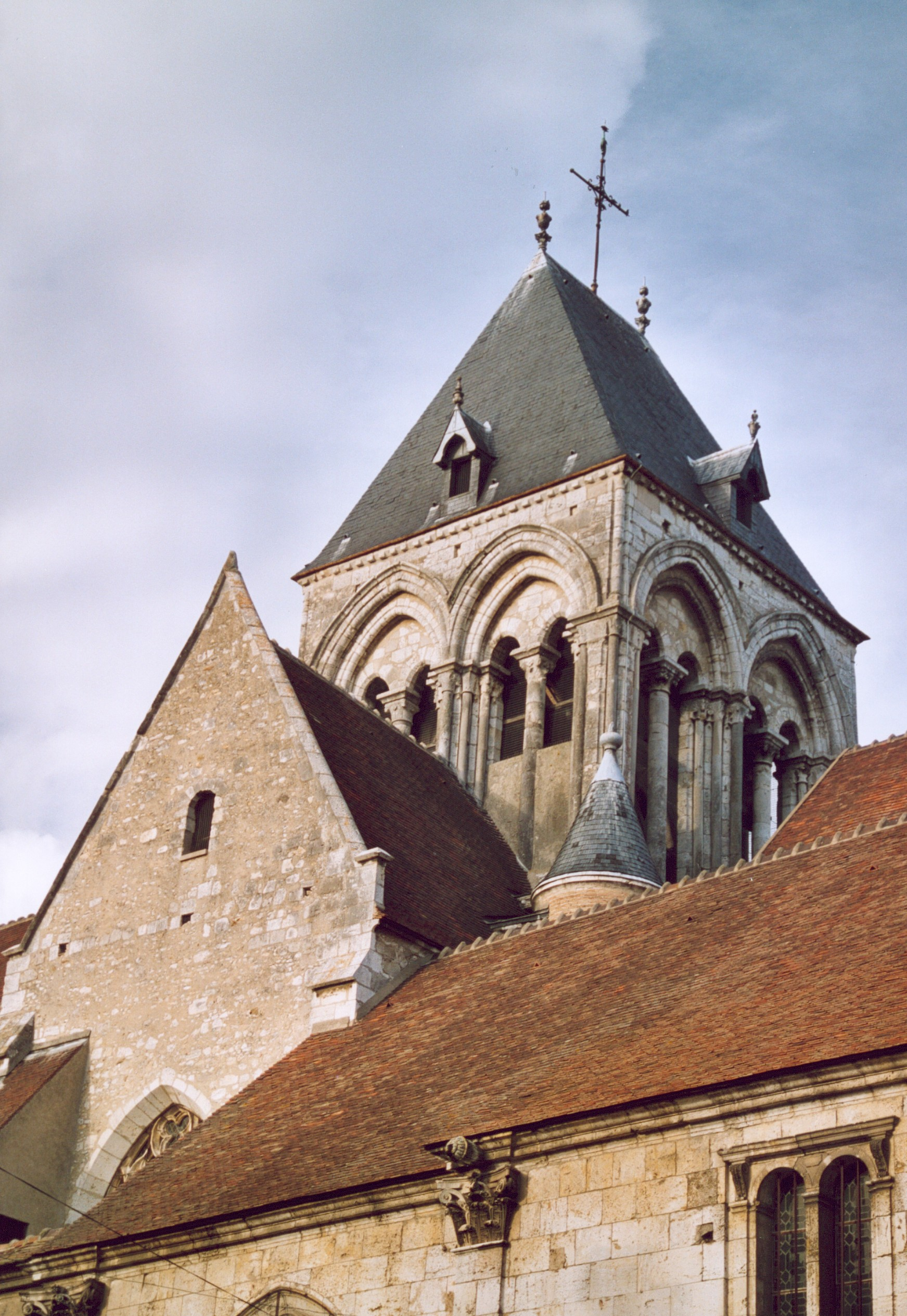
Église Saint-Basile
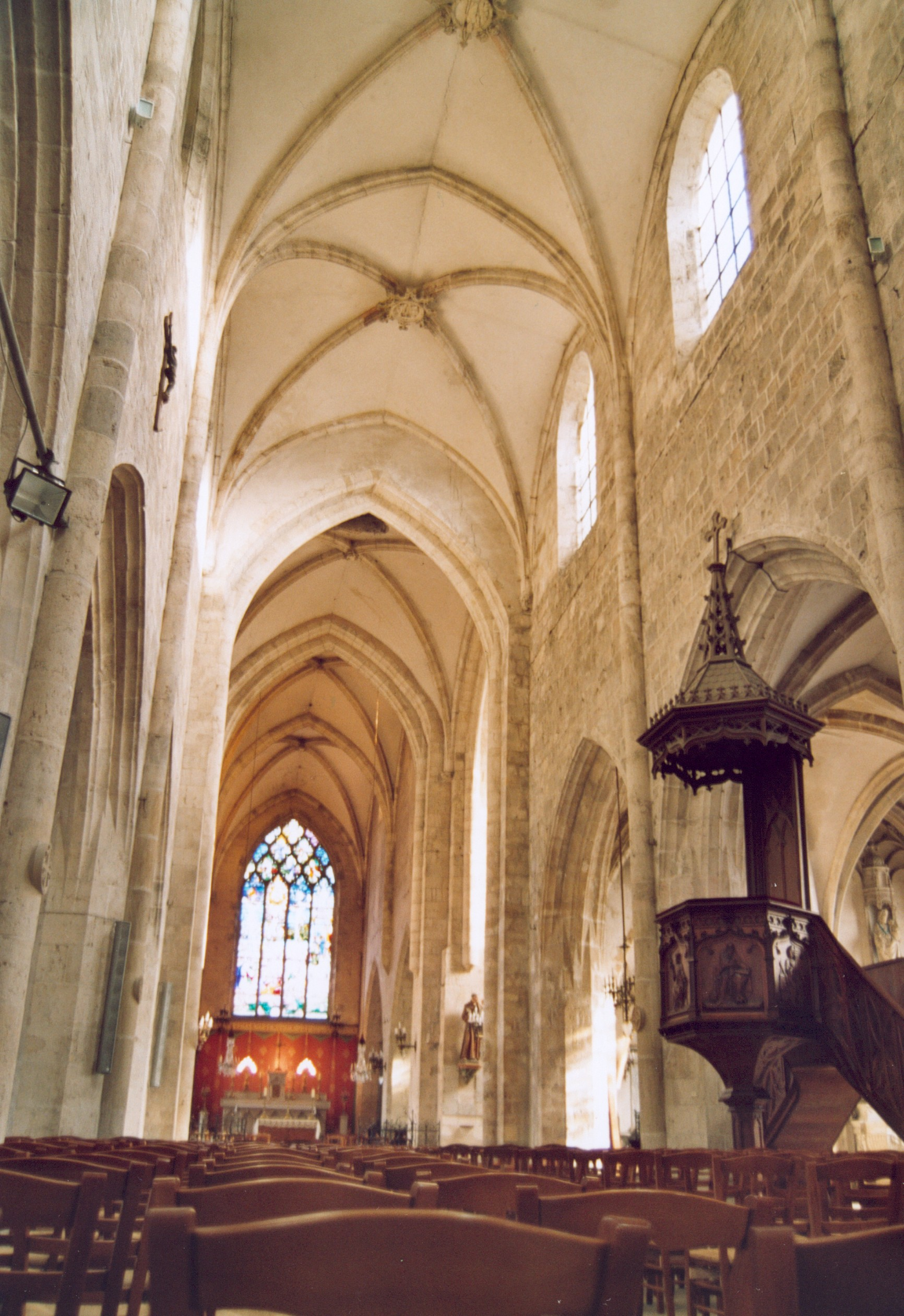
Église Saint-Basile

- Église Saint-Martin, famosa por sua torre inclinada

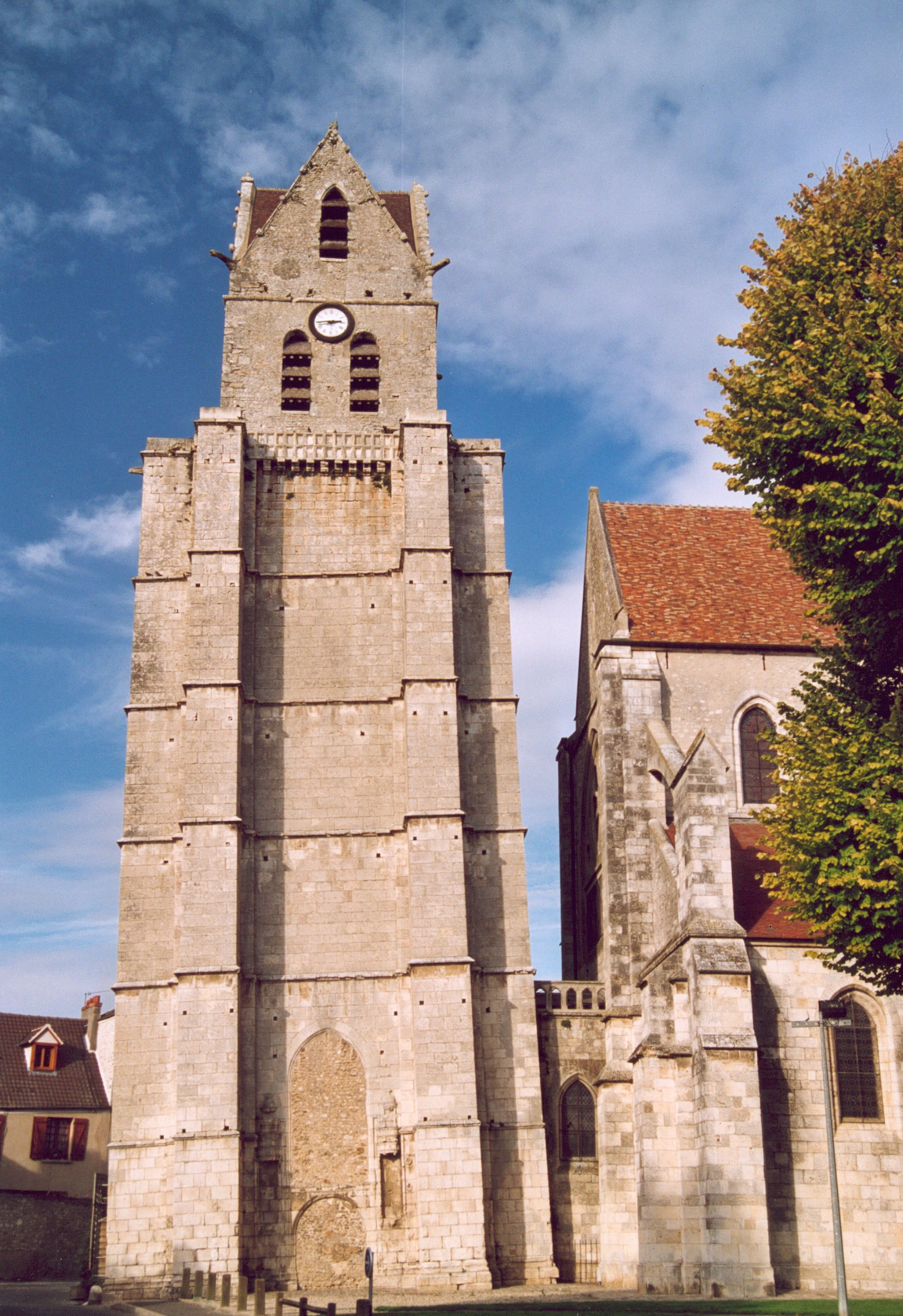
Église Saint-Martin
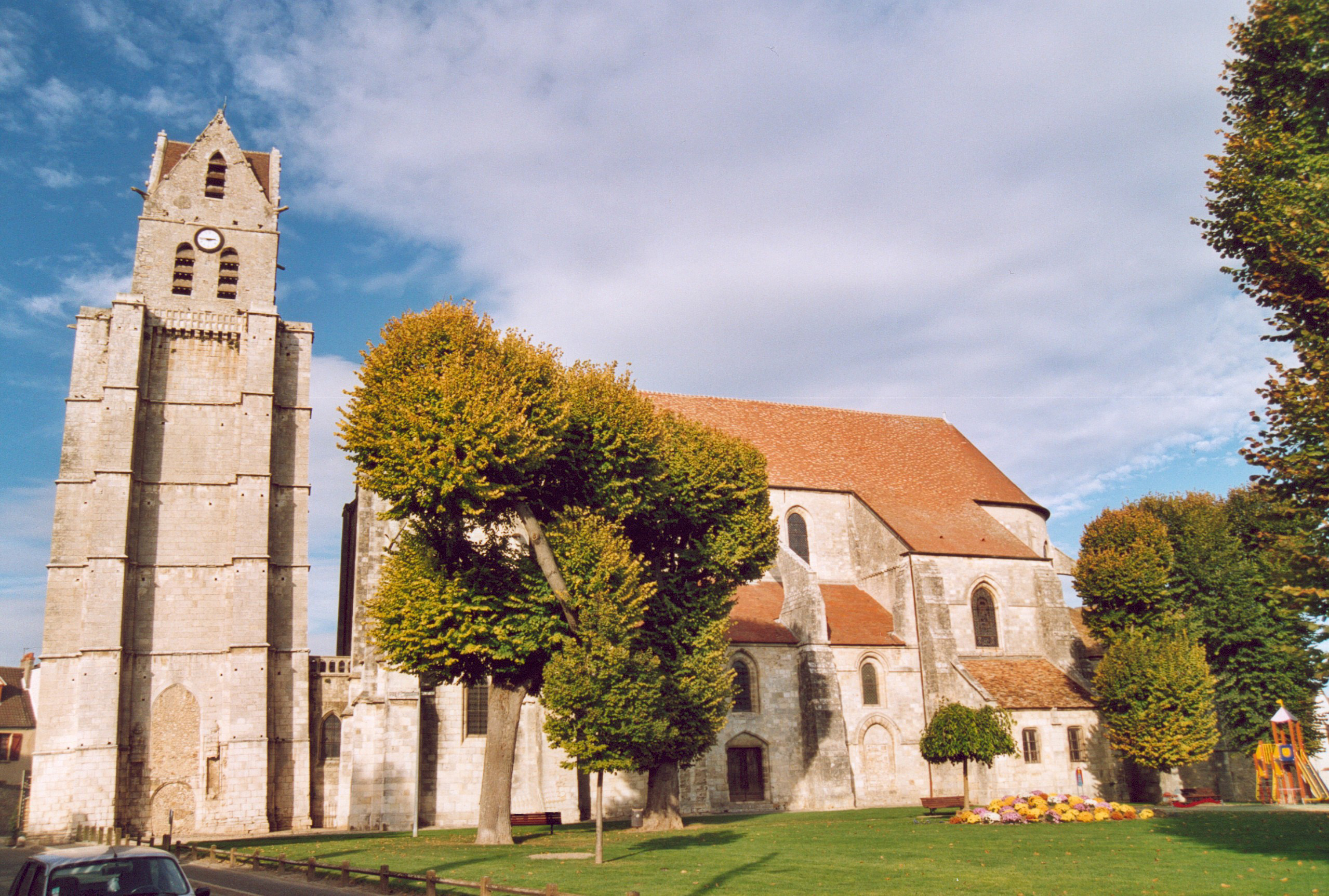
Église Saint-Martin
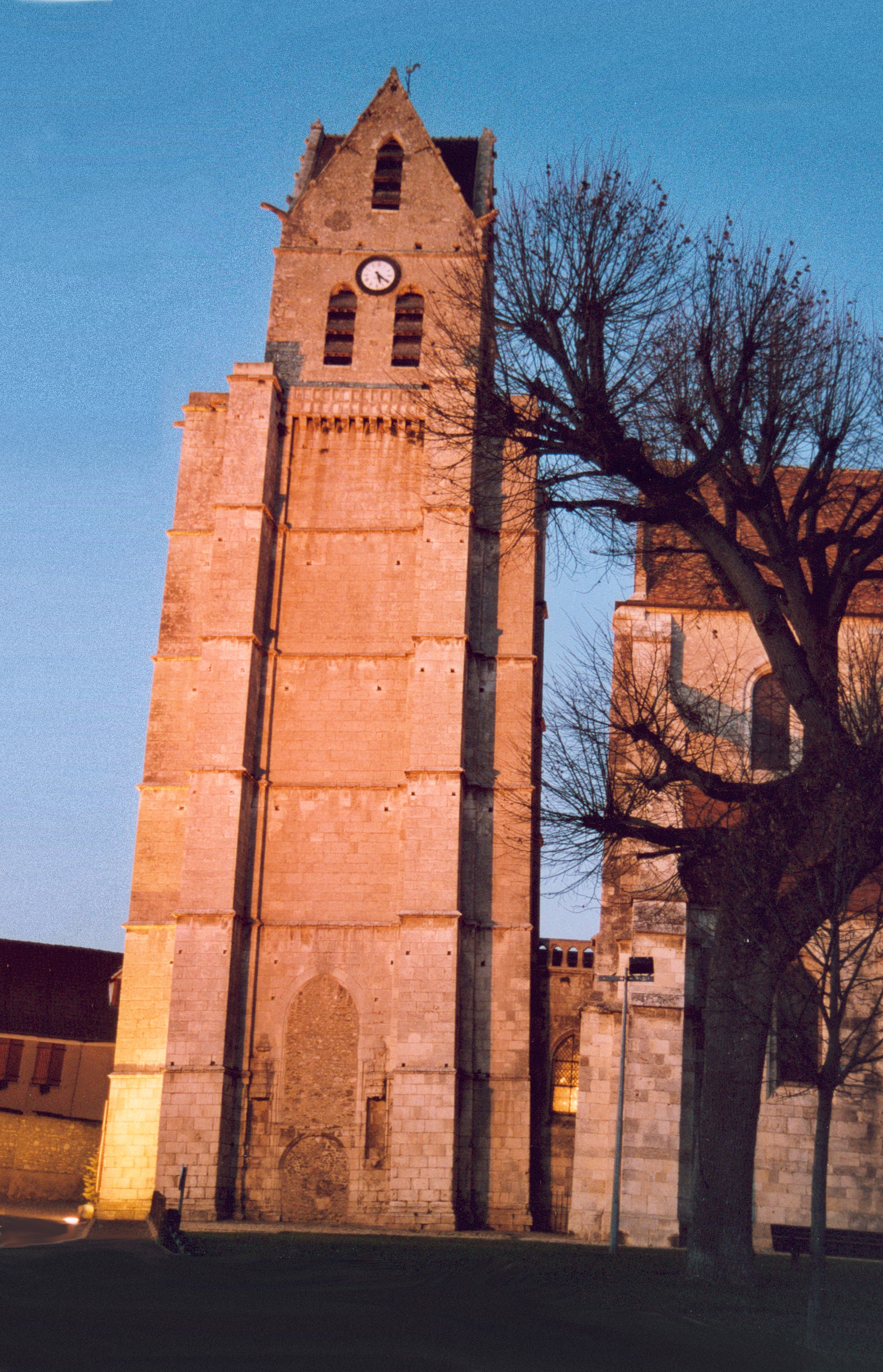
Église Saint-Martin
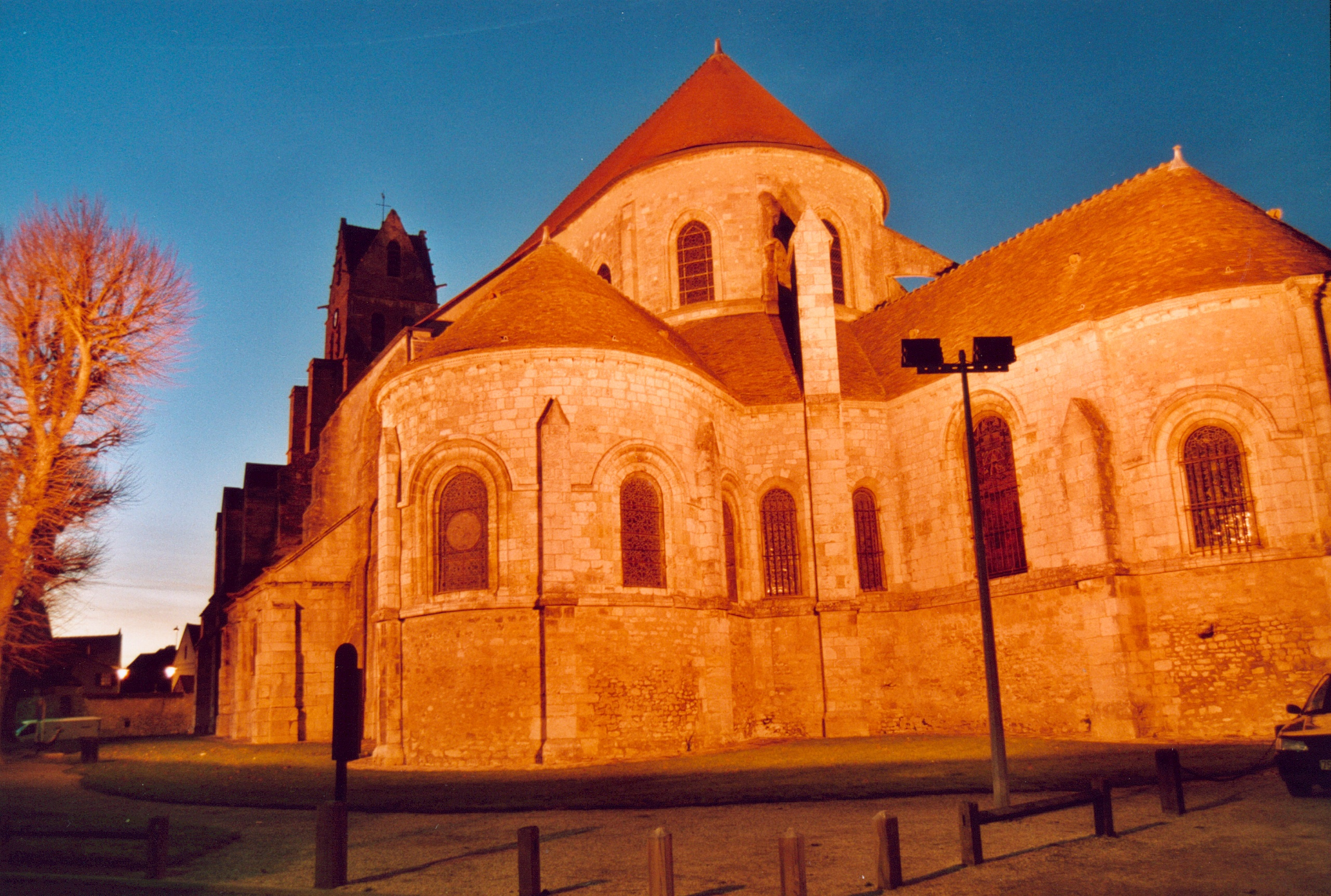
Église Saint-Martin

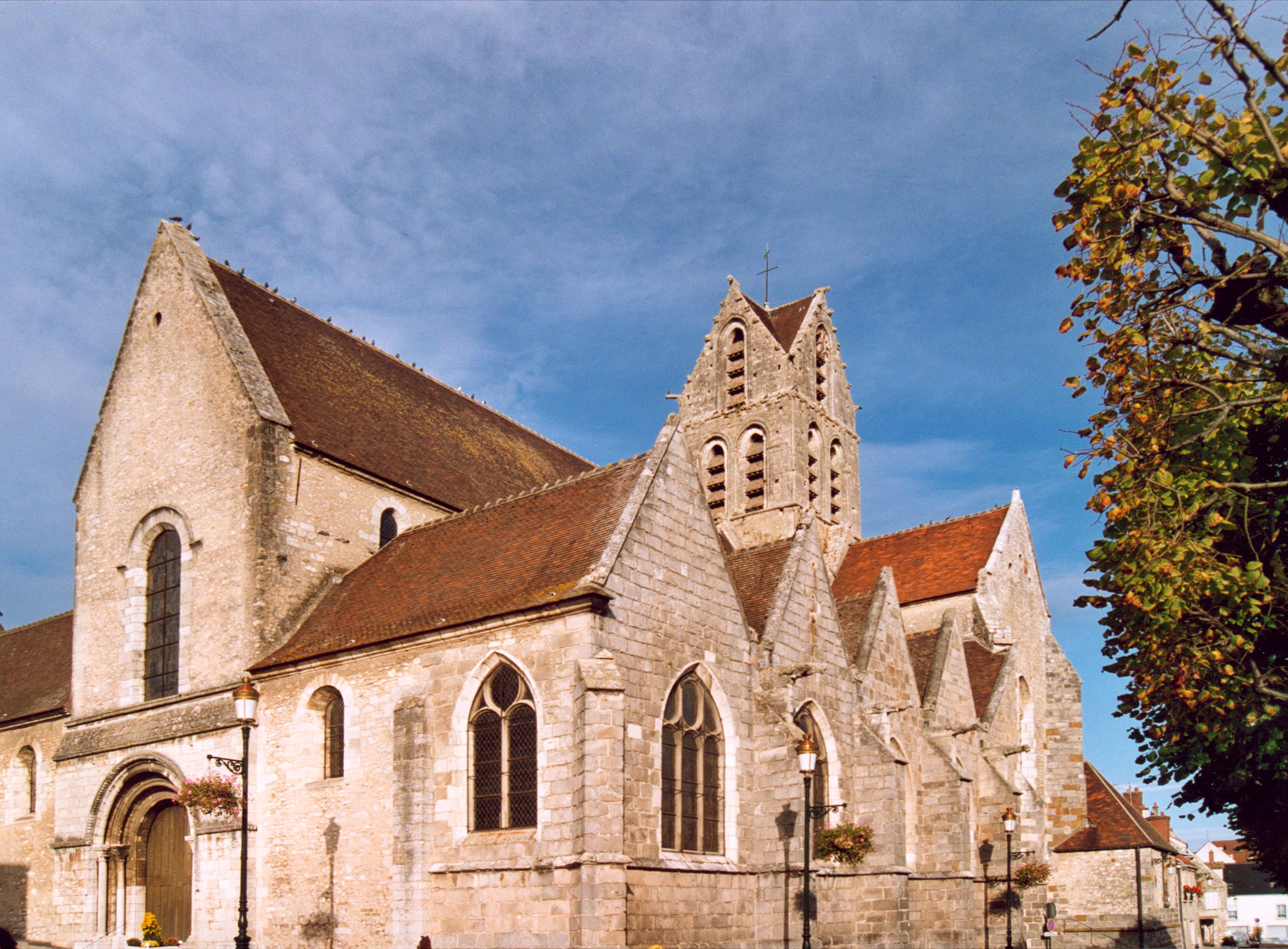
Église Saint-Gilles
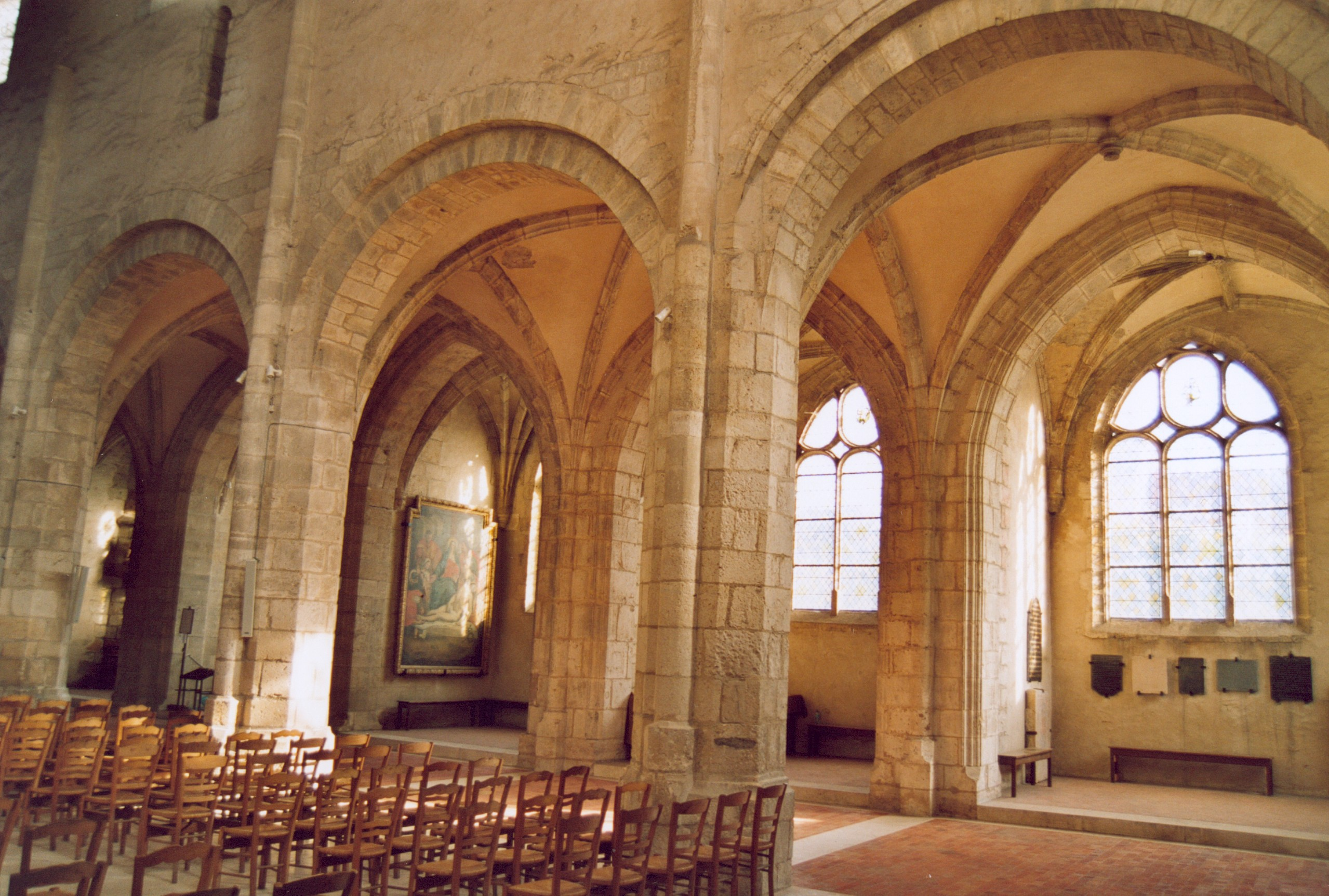
Église Saint-Gilles
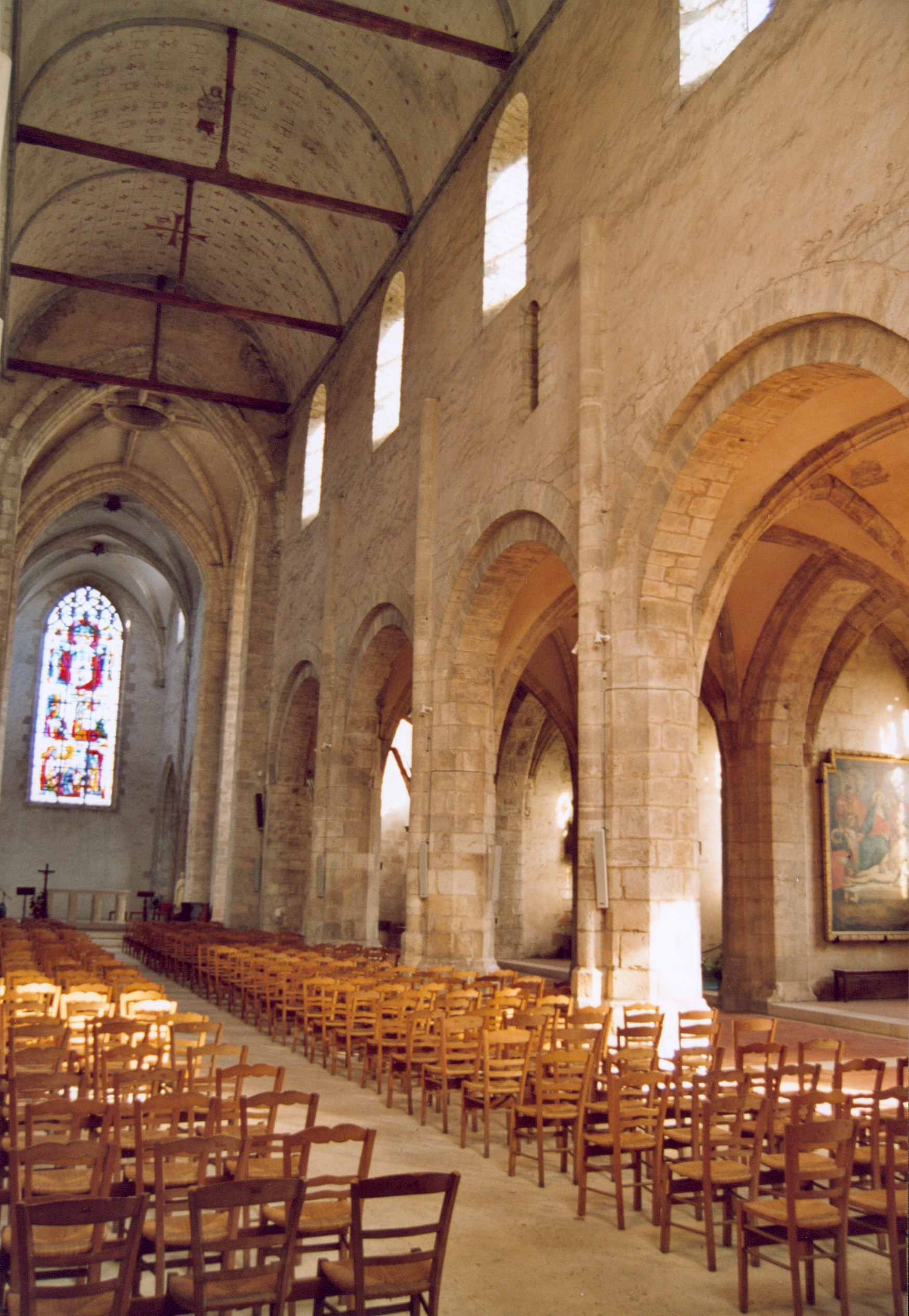
Église Saint-Gilles
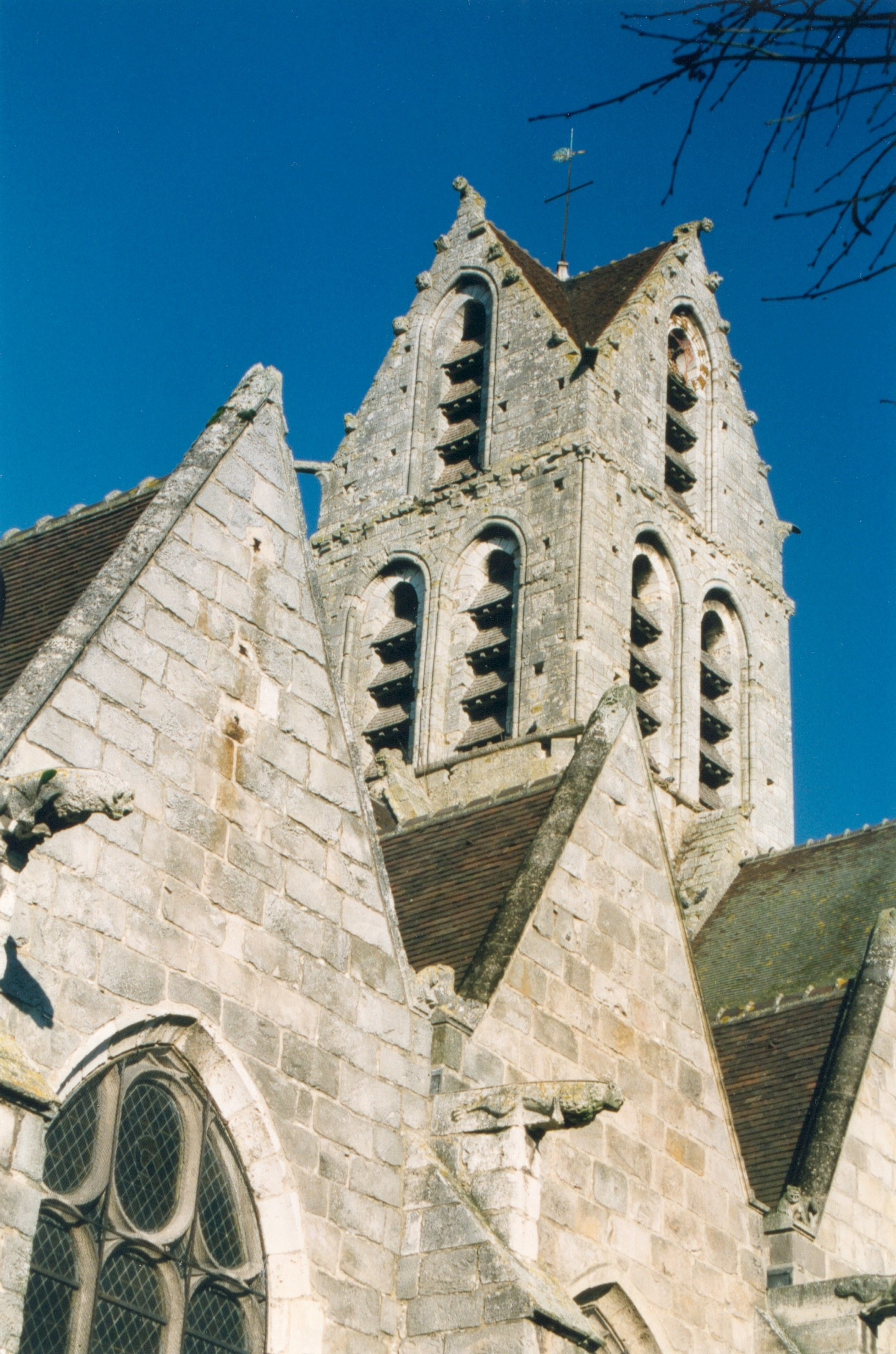
Église Saint-Gilles
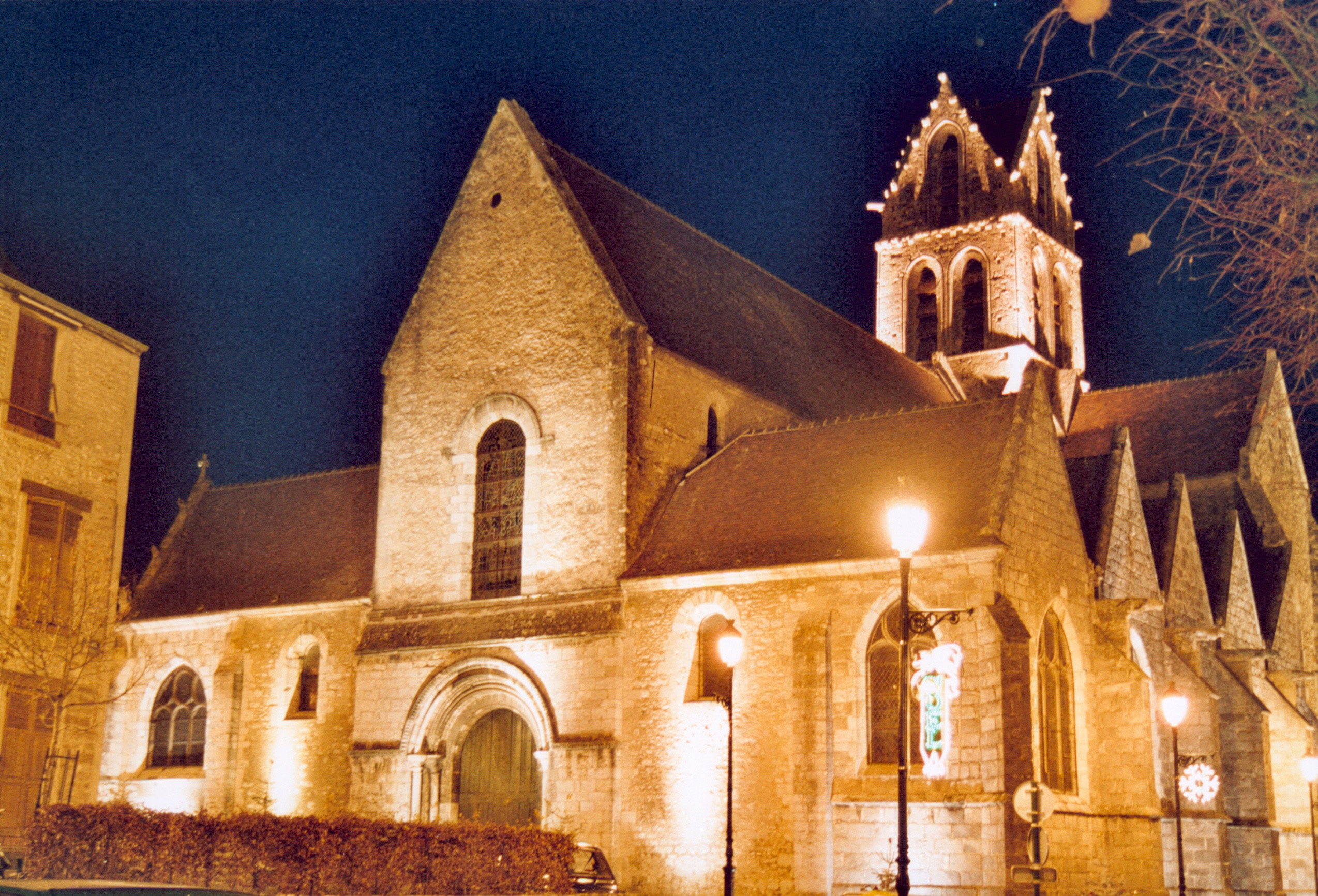
Église Saint-Gilles
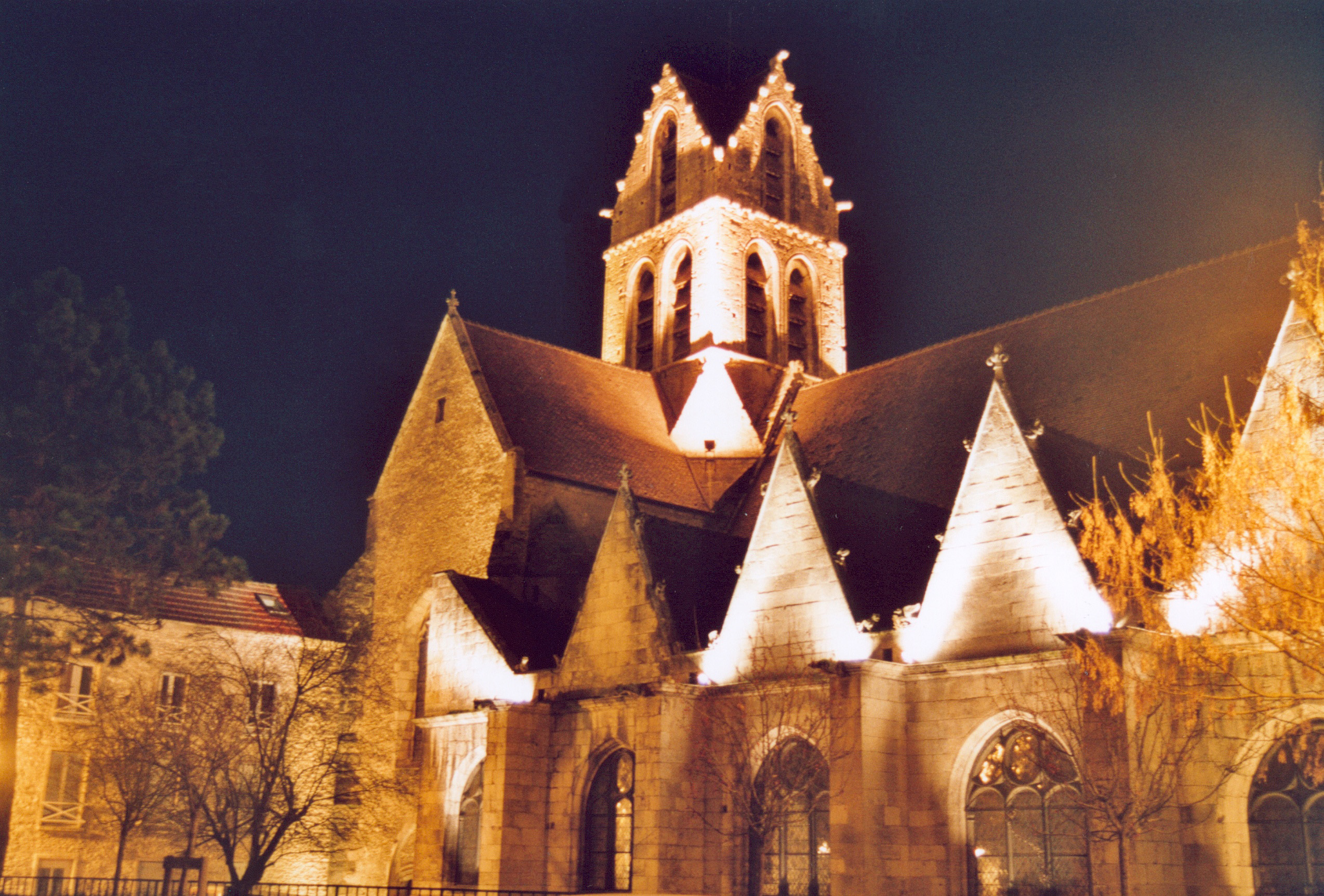
Église Saint-Gilles
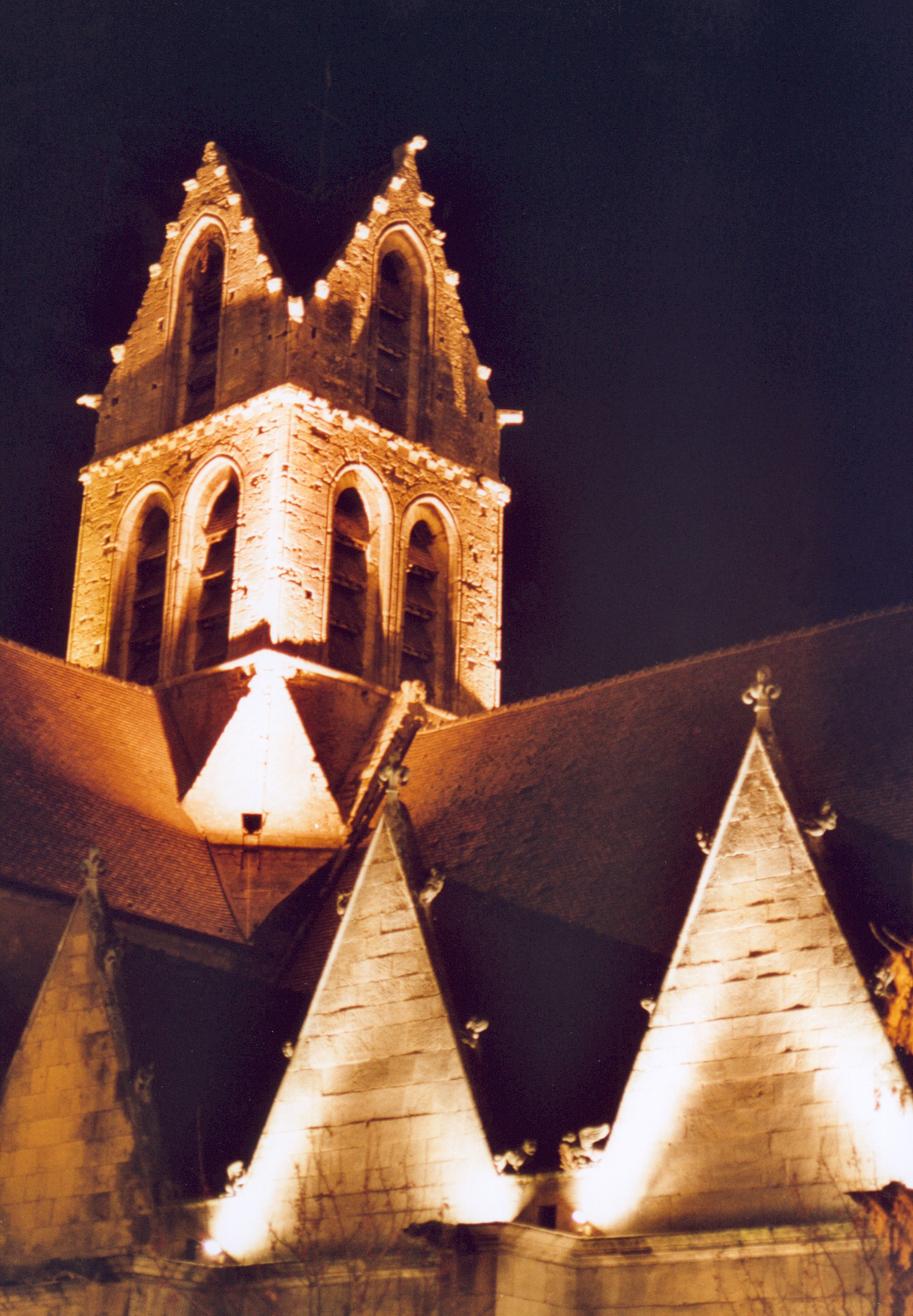
Église Saint-Gilles

- Église Saint-Gilles
- Église Saint-Gilles
- Église Saint-Gilles
- Église Saint-Gilles
- Église Saint-Gilles
- Église Saint-Gilles
- Église Saint-Gilles

- Chapelle de Gérofosse
- Chapelle de Guinette